# Easy Action
Easy Action je druhé studiové album americké hard rockové skupiny Alice Cooper, vydané v roce 1970 u Straight Records.

## Seznam skladeb
Všechny skladby napsali Alice Cooper, Glen Buxton, Michael Bruce, Dennis Dunaway a Neal Smith.
1. "Mr. & Misdemeanor" – 3:05
2. "Shoe Salesman" – 2:38
3. "Still No Air" – 2:32
4. "Below Your Means" – 6:41
5. "Return of the Spiders" – 4:33
6. "Laughing at Me" – 2:12
7. "Refrigerator Heaven" – 1:54
8. "Beautiful Flyaway" – 3:02
9. "Lay Down and Die, Goodbye" – 7:36

## Sestava
- Alice Cooper – zpěv
- Glen Buxton – sólová kytara
- Michael Bruce – rytmická kytara, piáno, zpěv v "Below Your Means" a "Beautiful Flyaway"
- Dennis Dunaway – baskytara
- Neal Smith – bicí
- David Briggs – piáno v "Shoe Salesman"